# Astypylos
Astypylos (altgriechisch Ἀστύπυλος Astýpylos) ist eine Person der griechischen Mythologie.
Er erscheint einzig im 21. Buch von Homers Ilias. Er ist einer der Paionier, die bei einem Angriff der Griechen gegen die Trojaner und ihre Verbündeten während des Trojanischen Krieges im Flussbett des Xanthos von Achilleus erschlagen werden. Neben Astypylos werden von Achilleus die Paionier Thersilochos, Mydon, Thrasios, Mnesos, Ainios und Ophelestes getötet.